# Шроцберг
Шроцберг (њем. Schrozberg) град је у њемачкој савезној држави Баден-Виртемберг. Једно је од 30 општинских средишта округа Швебиш Хал. Према процјени из 2010. у граду је живјело 5.965 становника. Посједује регионалну шифру (AGS) 8127075.

## Географски и демографски подаци
Шроцберг се налази у савезној држави Баден-Виртемберг у округу Швебиш Хал. Град се налази на надморској висини од 455 метара. Површина општине износи 105,2 km². У самом граду је, према процјени из 2010. године, живјело 5.965 становника. Просјечна густина становништва износи 57 становника/km².